# Kämpfe in as-Suwaida
Die Kämpfe in as-Suwaida im Juli 2025 sind eine Serie bewaffneter Auseinandersetzungen zwischen Drusen und Beduinen sowie der Streitkräfte Syriens und der israelischen Armee in dem gleichnamigen Gouvernement. Die Eskalation gilt mit hunderten Todesopfern als eine der heftigsten in Südsyrien seit Jahren und führte bislang zu einer großflächigen Fluchtbewegung.

## Hintergrund
Das Gouvernement as-Suwaida wird mehrheitlich von Drusen bewohnt, während in den angrenzenden Gebieten sunnitische Beduinenstämme leben. Bereits in den Jahren zuvor war es wiederholt zu Spannungen zwischen beiden Gruppen gekommen, die sich im Sommer 2025 zuspitzten.
Seit dem Sturz des Assad-Regimes im Dezember 2024 gibt es ethnische Spannungen in Syrien. Unter Ahmed al-Scharaa entstand ab Januar 2025 eine Übergangsregierung. Mitglieder der Streitkräfte Syriens waren seit März 2025 an Massakern gegen die alawitische Minderheit an der Küste Syriens beteiligt, bei denen fast 1.500 Menschen getötet wurden.
Die Auseinandersetzungen sollen ihren Ursprung laut Zeitzeugen am Abend 10. Juli 2025 auf einer Straße in Richtung Damaskus im Gouvernement as-Suwaida gefunden haben, als ein Druse angeblich Opfer eines durch einen sunnitischen Beduinen verübten Raubüberfalls wurde. Als Reaktion auf den Überfall entführten Verwandte des Opfers am Tag darauf acht Beduinen. Vertreter aller Seiten bemühten sich zwar um Vermittlung und die Freilassung der Geiseln, aber erfolglos. Daraufhin entführten Beduinenstämme zehn Drusen.

## Verlauf der Kämpfe
Am 13. Juli 2025 kam es zu Schusswechseln in der Provinzhauptstadt as-Suwaida sowie in umliegenden Dörfern. Schnell weitete sich die Gewalt aus; beide Seiten setzten schwere Waffen ein. Drusische Milizen kontrollierten mehrere Dörfer, während Beduinen-Milizen Gegenangriffe führten.
Am 14. Juli entsandte die syrische Übergangsregierung Truppen, um die Kämpfe einzudämmen. Allerdings ergriffen die syrischen Regierungssoldaten, die vor dem Sturz des Assad-Regimes zur islamistischen HTS gehört hatten, Partei für die Beduinen, da sie als sunnitische Islamisten die Drusen als Häretiker und Ungläubige betrachten. So verübten Mitglieder der Syrischen Streitkräfte Massaker an drusischen Zivilisten, so etwa am 15. Juli, als sie 12 Zivilisten bei der Erstürmung des Hauses eines Geistlichen erschossen. Ihr Eingreifen wurde durch israelische Luftangriffe behindert. Israel bombardierte das Verteidigungsministerium Syriens im Zentrum von Damaskus und erklärte, die Drusen in der Region schützen zu wollen und griff mehrfach in die Kampfhandlungen ein, um nach eigenen Angaben den Vormarsch regierungstreuer Kräfte zu stoppen.
Ein erster, am 15. Juli ausgehandelter Waffenstillstand hielt nur wenige Stunden. Ein zweiter Versuch am 16. Juli führte zu einem teilweisen Rückzug der syrischen Truppen aus der Provinz. Am 18. Juli gelang unter Vermittlung Israels, der Vereinigten Staaten, der Türkei und Jordaniens ein erneuter Waffenstillstand. Er ermöglichte es syrischen Sicherheitskräften, für 48 Stunden wieder begrenzt Präsenz in as-Suwaida zu zeigen.

Einsatzkräfte für Innere Sicherheit kommen am 19. Juli in al-Mazraa in der Umgebung von as-Suwaida an

Nach einem Waffenstillstand trafen Einheiten der syrischen Sicherheitskräfte in der Nähe von as-Suwaida ein, um Checkpoints außerhalb der Provinzgrenzen einzurichten und das Eindringen bewaffneter Gruppen zu verhindern. Dennoch kam es zu weiteren Angriffen: Stammeskämpfer griffen das Dorf Kafr Al-Lahaf an und beschossen die Ortschaft Um Al-Zaytoun, wobei erhebliche Sachschäden entstanden. In Al-Suwaymari kam es zudem zu Plünderungen durch Stammeskämpfer. In Schahba wurden mehrere Zivilisten durch Drohnenangriffe verletzt.
Die Zahl der Todesopfer steigt rapide an. Bis zum 19. Juli wurden nach Angaben von Beobachtern der Syrischen Beobachtungsstelle für Menschenrechte mehr als 900 Menschen getötet und mindestens 80.000 vertrieben. Die Syrischen Streitkräfte sollen 182 Personen, darunter zahlreiche Frauen und Kinder, außergerichtlich hingerichtet haben. Berichte internationaler Organisationen wiesen auf schwerwiegende Menschenrechtsverletzungen auf beiden Seiten hin: drusische Kämpfer sollen ganze Beduinen-Dörfer niedergebrannt haben, während Beduinen-Kämpfer Entführungen und Plünderungen verübten.

## Folgen und internationale Reaktionen
Internationale Beobachter warnen vor der Möglichkeit einer Eskalation, sollte der brüchige Waffenstillstand nicht eingehalten werden. Die syrische Übergangsregierung müsse ihre Souveränität im Gouvernment as-Suwaida wiederherstellen und gleichzeitig die Interessen der verschiedenen Bevölkerungsgruppen ausbalancieren.
Vor den jüngsten Kämpfen hatten die USA Syrien und Israel zu einer Normalisierung der Beziehungen gedrängt. Syrische Offizielle bestätigten indirekte Gespräche, doch israelische Luftangriffe auf Damaskus haben die Aussichten auf einen Dialog stark verschlechtert. Analysten betonen, dass Syrien unter diesen Umständen kaum bereit sein dürfte, den Annäherungskurs fortzusetzen.
Parallel stocken Verhandlungen zur Integration der kurdischen SDF-Truppen in die Syrischen Streitkräfte. Der Konflikt in as-Suwaida schwächt die Position der Regierung. Beobachter halten es für möglich, dass Damaskus angesichts israelischer Angriffe eine engere Zusammenarbeit mit der Türkei sucht, inklusive eines möglichen Verteidigungspakts.
Volker Türk, der Hohe Kommissar der Vereinten Nationen für Menschenrechte, forderte eine unabhängige Untersuchung der Vorfälle. Israel rechtfertigte sein militärisches Eingreifen mit dem Schutz der drusischen Minderheit, während die syrische Übergangsregierung von einer Destabilisierung der Region durch „ausländische Einmischung“ sprach.
In Berlin fand am 20. Juli 2025 ein Protest in Solidarität mit den Drusen statt. Tareq Alaows, flüchtlingspolitischer Sprecher von Pro Asyl und selbst syrischer Druse, sprach von der Absicht eines Völkermords an den Drusen.